# Peter August af Slesvig-Holsten-Sønderborg-Beck
Peter August Frederik af Slesvig-Holsten-Sønderborg-Beck (7. december 1696 – 22. marts 1775) var en sønderjysk fyrstelig, der var den ottende titulære hertug af Slesvig-Holsten-Sønderborg-Beck fra 1774 til 1775.
Peter August var en yngre søn af hertug Frederik Ludvig af Slesvig-Holsten-Sønderborg-Beck. Han gik i russisk tjeneste, hvor han blev guvernør i Estland og opnåede rang af feltmarskal i den russiske hær. I 1774 arvede han hertugtitlen fra sin storebror, hertug Karl Ludvig. Han døde året efter og blev efterfulgt som hertug af sin sønnesøn Frederik Carl Ludvig.
Peter August var tipoldefar til kong Christian 9. af Danmark.

## Biografi
Peter August blev født den 7. december 1696 i Königsberg i Østpreussen som niende barn og femte søn af hertug Frederik Ludvig af Slesvig-Holsten-Sønderborg-Beck i hans ægteskab med prinsesse Louise Charlotte af Slesvig-Holsten-Sønderborg-Augustenborg. Han tilhørte en gren af den sønderborgske hertugslægt, der under bedstefaderen havde anskaffet riddergodset Haus Beck og derefter anlagt titel af hertuger af Slesvig-Holsten-Sønderborg-Beck.
Som yngre søn gik han i militær tjeneste og tjente indledningsvis som oberst i landgreven af Hessen-Kassels hær. I 1734 henvendte hans mor sig til kejserinde Anna af Rusland og bad om at sønnen kunne træde i russisk tjeneste. Han var generalguvernør i Reval og guvernør i Estland fra 1743 til 1753. I 1758 blev han udnævnt til generalfeltmarskal i den russiske hær. I 1774 arvede han hertugtitlen fra sin storebror, hertug Karl Ludvig. Han var dog kun titulær hertug, da Haus Beck var blevet solgt allerede i 1744.
Hertug Peter August døde som 78-årig den 22. marts 1775 i Reval (Tallinn) i Estland. Han blev begravet i et gravkapel ved Nikolaj Kirke i Reval. Gravkapellet blev restaureret i 1865 af hans barnebarn, Alexander Ivanovitj Barjatinskij og hans søskende.
Da han havde overlevet sin søn Karl Anton August, efterfulgtes han som hertug af Slesvig-Holsten-Sønderborg-Beck af sin sønnesøn Frederik Carl Ludvig.

## Ægteskab og børn
Peter August giftede sig 1. gang den 5. september 1723 i Rinteln med Prinsesse Sophie af Hessen-Philippsthal, datter af landgreve Philip af Hessen-Philippsthal og Grevinde Katharina Amalie af Solms-Laubach. Sophie døde som 33-årig den 8. maj 1728. Peter August og Sophie havde to sønner og en datter:
- Prins Karl af Slesvig-Holsten-Sønderborg-Beck (oktober 1724 – marts 1726).
- Prinsesse Ulrikke Amelie Vilhelmine af Slesvig-Holsten-Sønderborg-Beck (20. maj 1726 – døde kort efter fødslen).
- Prins Karl Anton August af Slesvig-Holsten-Sønderborg-Beck (10. august 1727 – 12. september 1759).

Han giftede sig 2. gang den 15. marts 1742 med Grevinde Natalia Nikolajevna Golovina, barnebarn af Grev Fjodor Alexejevitj Golovin, og datter af Grev Nikolaj Fjodorovitsj Golovin og hans hustru Sofia Nikitijevna Pushkina. I ægteskabet blev der født to sønner og en datter:
- Prins Peter af Slesvig-Holsten-Sønderborg-Beck (1. februar 1743 – 3. januar 1751).
- Prins Alexander af Slesvig-Holsten-Sønderborg-Beck (født og død i 1744).
- Prinsesse Katarina af Slesvig-Holsten-Sønderborg-Beck (23. februar 1750 – 10. december 1811); bedstemor til den russiske feltmarskal, fyrst Alexander Ivanovitj Barjatinskij.

## Eksterne links
- Wikimedia Commons har flere filer relateret til Peter August af Slesvig-Holsten-Sønderborg-Beck
- Hans den Yngres efterkommere